# Don Desiderio
Don Desiderio – opera buffa (też: dramma giocoso) w 3 aktach autorstwa Józefa Michała Poniatowskiego, której premiera miała miejsce 26 grudnia 1840 w Pizie. W późniejszym czasie opera wystawiana była także w Wenecji (1841), Bolonii, Mediolanie (1841), Neapolu, Palermo, Paryżu. Polska prapremiera odbyła się 12 lutego 1878 we Lwowie za dyrekcji Jana Dobrzańskiego.
Obsada lwowskiej premiery: 
Elżbieta Skalska (Placida), Bronisław Mikołaj Wojnowski (Piccardo), Katarzyna Marco (Angiolina), Julian Zakrzewski (Feredico), Marceli Zboiński (Don Desiderio), Aleksander Koncewicz (Don Curzio), Guberski (Matteo). Libretto przełożył na język polski Leon Sygietyński. 
Drugie wystawienie sceniczne odbyło się po 140 latach od lwowskiej premiery - 20 października 2018 roku w Bytomiu w Operze Śląskiej w reżyserii Eweliny Pietrowiak, pod kierownictwem muzycznym Jakuba Kontza. 

## Dyskografia
- Don Desiderio: Stanislav Kuflyuk - baryton, Angiolina: Joanna Woś - sopran, Federico: Ondrej Šaling - tenor, Don Curzio: Krzysztof Szumański - baryton, Placida: Vera Baniewicz - mezzosopran, Matteo: Sebastian Szumski - bas-baryton, Riccardo: Wojciech Parchem - tenor. Polska Orkiestra Sinfonia Iuventus, Chór Filharmonii im. Karola Szymanowskiego w Krakowie, Teresa Majka-Pacanek - chórmistrzyni, Krzysztof Słowiński - dyrygent; wyd. Stowarzyszenie Muzyki Polskiej i Agencja Ars Operae, nagrano podczas 12. Festiwalu Muzyki Polskiej (2016 r.) w Krakowie [CD-ROM]